# Turopolje
 Ovo je glavno značenje pojma Turopolje. Za gradsko naselje Velike Gorice pogledajte Turopolje (Velika Gorica).
Turopolje je kulturno-povijesna mikroregija u Središnjoj Hrvatskoj. Turopolje se nalazi južno od Zagreba, omeđeno desnom obalom Save na sjeveroistoku, i Vukomeričkim goricama na jugozapadu.
Nekad se općina Turopolje zvala i "Zagrebačko polje".
Turopolje nosi ime po turu, vrsti divljeg goveda.

## Zemljopisni položaj
Zemljopisno u najužem smislu Turopolje se odnosi na ravnicu koja se pruža na aluvijalnoj ploči dugoj 45, a širokoj do 23 km, koje zauzima područje od oko 600 km2, s prosječnom visinom od 110 metara nadmorske visine. Turopoljska aluvijalna ploča nalazi se između Posavine (močvarnije nizine uz rijeku Savu) na sjeveru i Vukomeričke gorice (niskog uravnjenog gorja) na jugu. Kroz Turopoljsku nizinu teče rijeka Odra s pritokom Lomnicom. 
U nešto širem smislu u Turopolje se ubraja prostor nekadašnje općine Velika Gorica koji obuhvaća Turopoljsku Posavinu, Turopoljsku ravnicu, srednji dio Vukomeričkih gorica sve do srednjeg Pokuplja.
U najširem smislu od davnine Turopoljem se naziva širi prostor koji je omeđen s prirodnim međama a proteže se između rijeke Save na sjeveru, rijeke Kupe na jugu, Žumberačke gore na zapadu i djela grada Siska koji se nalazi u međuriječju Save i Kupe na istoku.
Najveće je naselje grad Velika Gorica, koje se pod imenom Gorica prvi put spominje 1228. godine. Druga važnija naselja su: Mraclin (mlađe kameno doba), Velika Mlaka, Staro Čiče (brončano doba), Šćitarjevo (rimsko doba), Gornji Hruševec (rimsko doba), Lukavec (15. st.), Lekenik, Vukojevac, Peščenica (Turopolje), Buševec, Turopolje (Velika Gorica), Kuče, Gornje Podotočje, Ogulinec, Kravarsko, Donja Lomnica, Vukovina, Pokupsko, Poljana Lekenička, Brežani Lekenički, Bukevje, Roženica, Gornji Vukojevac, Donji Vukojevac, Hrašće, Odra i Odranski Obrež.

## Povijest
Ime Turopolje nastalo je po vrsti europskog bizona (govedu tur) koje je obitavalo u Turopoljskim šumama hraneći se visokom travom i raznim drugim biljem. Posljednji primjerak te životinje zabilježen je oko 1800-te godine.
Prvotno prostor Turopolja nastao je kao Turopoljski Arhiđakonat (kasnije "Plemenita općina Turopolje") protežući se od Samoborsko-Okićkog posjeda na zapadu pa sve do Lekenika gdje je graničilo s Kaptolskim-Sisačkim posjedom na istoku, na sjeveru od Svete Klare i rijeke Save graničeći s posjedima Gradeca i Zagrebačkog Kaptola pa sve do Gornjeg Hruševca na jugu u Vukomeričkim goricama gdje je Turopolje graničilo s posjedom Topuske opatije.
Unutar ovih granica živjelo je slobodno stanovništvo koje je bilo udruženo u obiteljske zadruge i posjedovalo je svoju vlastitu zemlju te nije bilo podložno velikašima niti bilo kakvom kmetskom odnosu.
Zbog povlastica koje je stanovnicima Turopolja dao hrvatsko-ugarski kralj Bela IV., Turopoljci su zadržali slobodu i postali Plemići jednoselci (sami svoji gospodari) i nikada nisu postali ničiji kmetovi. Oduvijek su Turopoljci zbog sačuvane slobode i samostalnosti bili slobodoumni i ponosni ljudi što je na zanimljiv način opisao poznati hrvatski književnik i novelist Slavko Kolar u svojim novelama "Breza" i "Svoga tela gospodar" opisujući život Turopoljskog sela Gornji Hruševec.
Nakon drugog svjetskog rata ukinuta je "Plemenita općina Turopolje" i nastala je nova općina pod imenom Velika Gorica kao nasljednica nekadašnje općine.
U devedesetim godinama prošloga stoljeća općina Velika Gorica raspala se na Grad Veliku Goricu, općinu Kravarsko, općinu Pokupsko i općinu Orle kao pravne sljednice nekadašnje Plemenite općine Turopoljske.

## Znamenitosti

### Drvene crkve i kapele
- Kapela sv. Barbare – Velika Mlaka
- Kapela Ranjenog Isusa – Pleško polje, Velika Gorica
- Kapela sv. Ivana Krstitelja – Buševec
- Kapela Presvetog Trojstva – Pokupski Gladovec
- Kapela sv. Jurja – Lijevi Štefanki
- Kapela sv. Roka – Cvetković Brdo
- Kapela sv. Petra i Pavla – Pokupsko Cerje
- Kapela sv. Trojstva – Lučelnica

### Drvene kurije
- kurija Robić – Buševec, Velika Gorica
- kurija Josipović – Kurilovec, Velika Gorica (djelomično demontirana)
- kurija Jelačić – Kurilovec, Velika Gorica (urušila se, ostaci uklonjeni)
- kurija Zlatarić – Bukevje
- kurija Pintar – Bukevje
 (srušena)
- kurija Alapić – Vukovina
- kurija Modić-Bedeković – Donja Lomnica
- župni dvor – Staro Čiče

### Ostale znamenitosti
- dvorac Lukavec – Lukavec
- dvorac Plavšić-Kušević – Mala Mlaka
- Turopoljska vijećnica, danas Muzej Turopolja – Velika Gorica
- crkva Navještenja B.D. Marije – Velika Gorica
- crkva sv. Ladislava – Pokupsko
- župna crkva sv. Marije od Pohoda – Vukovina
- Andautonija – Šćitarjevo
- jezero Čiče – Novo Čiče
- drveni most na Odri – Čička Poljana

- crkva sv. Bartola – Orle
- župna crkva sv. Petra Apostola – Veleševec
- vrata od krča – Turopoljski lug
- rijeka Odra
- Rimsko Gradišće, Ad Fines – Gornji Hruševec
- Turopoljski lug
- Turopoljska svinja
- čardak obitelji Debić – Vukojevac
- izletište "Svoga tela gospodar" – Krušak
- crkva sv. Križa – Kravarsko
- Kupa – Plaža kod Pokupskog
- crkva Majke Božje Snježne – Dubranec
- Crkva sv. Vida, Mraclin
- kapela Srca Isusova i Marijina – Lukavec
- rezervat sive čaplje Kravaršćica – Kravarsko/Gornji Hruševec

## Narodni govori  – turopoljski dijalekt
REČ TUROPOLCEM TER PRIJATELOM  > APEL za TUROPLJSKI RJEČNIK I.    /rječnik zavičaja autora prvoga kajkavskog rječnika/
	Čuvanje i promicanje narodnih govora, posebno rječničkoga blaga, kao jednoga od temeljnih elemenata nacionalnoga identiteta, kulturna je zadaća svake nacionalne zajednice. U posljednjih 20-ak godina sve je više hrvatskih govora koji imaju svoj rječnik. Na žalost,  turopoljski dijalekt, jedan od osnovnih kajkavskih dijalekata, do danas nema zabilježen narodni leksik u potrebnom opsegu niti za koji dio svojega područja (ima nekoliko vrijednih zbirki riječi, objavljenih i neobjavljenih).  Narodni govori rapidno se, ne samo mijenjaju nego i gube, odnosno gube se pojedini elementi jezičnoga sustava, na svim razinama: fonološkoj (fonetskoj, fonemnoj, prozodijskoj), morfološkoj, leksičkoj.  Za pola stoljeća promjene su veće nego prije za više stoljeća. Razlozi: opće školovanje, rad u drugim, gradskim sredinama, urbanizacija, jak utjecaj javnih medija (TV, radio, tisak), demografski (slab natalitet, doseljavanja).  Tako je i u Turopolju, u kojem su promjene brže i jače zbog blizine glavnoga grada.                
	Turopoljski dijalekt veoma je specifičan dio kajkavskoga narječja i hrvatskoga jezika. U okviru Ivšićeve III., mlađe, «revolucionarne» kajkavske grupe, karakterizira ga u prvom redu vrlo važna i specifična prozodijska pojava u okviru kajkavskoga narječja (kajkavske skupine dijalekata), u razvoju ne samo kajkavske i hrvatske nego i općeslavenske akcentuacije. To je prozodijska pojava  –  pomicanje   metatonijskoga, novoga prahrvatskoga i praslavenskoga cirkumfleksa (dugosilaznoga naglaska) prema početku riječi. Primjer:  psekel od posȇkel, 	 na-jziku < na-jezȋku a ostaje poskli,  jezka, jer se nije razvio metatonijski cirkumfleks. Može se pretpostaviti da je to vrlo stara promjena, iz vremena formiranja osnovne kajkavske akcentuacije, odnosno formiranja glavnih hrvatskih dijalektnih jedinica, dakle iz vremena otpadanja tzv. poluglasa (ǝ) u slabom položaju, prije 12. st.  Turopoljski dijalekt karakterizira također i specifičan razvoj drugih osobina, i fonoloških, i morfoloških, i leksičkih, tako vokalizma, npr:    čuvanje refleksa izjednačenih starih vokalskih fonema, čuvanje stražnjega nazalnoga samoglasnika ǫ (on) i slogotvornoga   u posebnoj fonološkoj jedinici, samoglasniku, s vrijednošću zatvorenoga o (ọ), manjim dijelom jednačenje sa starim u,  primjer: rọka, sọza (rjeđe ruka, suza) glasovi ʉ (ü),  ø (ö), na mjestu u, o, npr. düša, döbra – zamjena finalnoga o s ẹ, npr. malẹ liepẹ sεlẹ. Ustrojstvom koje čine te značajke turopoljski se dijalekt izdvaja među drugim kajkavskim dijalektima te ih je potrebno proučavanjem zaštititi. 
	Za izradu rječnika turopoljskoga dijalekta kajkavskoga narječja, odnosno jednoga njegova dijela, skupine govora, postoji i jedan poseban razlog od iznimnoga nacionalnoga značenja.  Prvi kajkavski rječnik izradio je Turopoljac Juraj Habdelić (Dictionar ili Réchi Szlovenske zvexega ukup zebrane, u red postaulyene, i Diachkemi zlahkotene trudom Jurja Habdelicha, masnika Tovarustva Jesusevoga, na pomoch napredka u diachkom navuku skolneh mladenczeu horvatszkoga i szlovenszkoga naroda. Graz 1670.). Habdelić je rodom iz sela Kuče, tadašnje župe Čiče. Zbog toga je istraživanje i čuvanje značajki toga dijalekta, posebno govora mjesta Kuče i Staro Čiče, skupne govora kojima pripadaju (župi i nešto šire), rodnoga idioma Jurja Habdelića, dug hrvatske kulture i znanosti njezinim najistaknutijim djelatnicima i promicateljima. Zato je potrebno kao prvo,  od eventualno više takvih djela za druge dijelove Turopolje izraditi rječnik Habdelićeva zavičaja. 
	Drugi je razlog, također od nacionalnoga značenja, tzv. Čunčićev list,   najstariji kajkavski dokument,  nastao u Kučama 1521. godine.  	Tome se može pridodati i važna uloga Buševca i drugih sela, iz te skupine,  u kulturnom, upravo folkorističnom djelovanju.  

## Flora i fauna
O izuzetnoj raznovrsnosti biljnog i životinjskog svijeta Turopolja najbolje govori regionalni popis zaštićenih i ugorženih vrsta u nastavku. Veliki dio stanoviništva svojim potpisom peticije skrenuo je paznju na devastaciju naselja i okoliša koju će prouzročiti otvaranje još jednog prometnog koridora u uskom pojasu Turopolja. Stanovništvo i većina stručne javnosti zalažu se za promjenu trase i korištenje prostora uz već postojeći željeznički koridor kako bi se izbjeglo dodatno opterečivanje ekosistema u Turopolju.
Biljke
Fritillaria meleagris – Anacamptis pyramidalis (popis nepotpun).
Leptiri (Lepidoptera)
Iphiclides podalirius – prugasto jedarce, Papilio machaon – lastin rep, Apatura iris – velika modra preljevica, Apatura ilia – mala modra preljevica.
Vodozemci (Amphibia)
Salamandra salamandra – pjegavi daždevnjak, Triturus vulgaris – mali vodenjak, Triturus alpestris – planinski vodenjak, Triturus carnifex – veliki vodenjak, Bombina bombina – crveni mukač, Bombina variegata – žuti mukač, Bufo bufo – smeđa krastača, Hyla arborea – obična gatalinka, Rana arvalis – močvarna smeđa žaba, Rana dalmatina – šumska smeđa žaba, Rana temporaria – livadna smeđa žaba.
Gmazovi (Reptilia)
Emys orbicularis – barska kornjača, Lacerta agilis – livadna gušterica, Anguis fragilis – sljepić, Natrix natrix – bjelouška, Coronellaaustriaca – smukulja, Elaphe longissima – eskulapova zmija.
Ptice (Aves)
Tachybaptus ruficollis – mali gnjurac, Ardea cinerea – siva čaplja, Ciconia nigra – crna roda, Ciconia ciconia – roda, Circus aeruginosus – eja močvarica, Accipiter gentilis – jastreb, Accipiter nisus – kobac, Buteo buteo – škanjac, Aquila pomarina – orao kliktaš, Falco tinnunculus – vjetruša, Porzana porzana – riđa štijoka, Crex crex – kosac, Cuculus canorus – kukavica, Tyto alba – kukuvija, Strix aluco – šumska sova, Strix uralensis – sova jastrebača, Strix otus – mala ušara, Picoides major – veliki djetlić, Picoides medius – crvenoglavi djetlić, Picoides minor – mali djetlić, Hirundo rustica – lastavica, Anthus trivialis – prugasta trepetljika, Motacilla cinerea – gorska pastirica, Turdus merula – kos, Turdus pilaris – drozd bravenjak, Muscicapa striata – muharica, Lanius collurio – rusi svračak, Fringilla coelebs – zeba, Fringilla montifringilla – sjeverna zeba, Pyrrhula pyrrhula – zimovka, ... (ukupan popis zaštićenih ptica broji 123. vrste).
Sisavci (Mammalia)
Crocidura leucodon – dvobojna rovka, Neomys anomalus – močvarna rovka, Neomys fodiens – vodena rovka, Sorex araneus – šumska rovka, Sorex minutus – mala rovka, Rhinolophus ferrumequinum – veliki potkovnjak, Nyctalus noctula – rani večernjak, Plecotus auritus – smeđi dugouhi šišmis, Pipistrellus pipistrellus – patuljasti šišmis, Pipistrellus nathusii – mali šumski šišmis, Myotis daubentoni – riječni šišmis, Myotis mystacinus – brkati šišmis, Myotis emarginatus – riđi šišmis, Myotis blythii – oštrouhi šišmis, Myotis myotis – veliki šišmis, Eptesicus serotinus – kasni nočnjak, Muscardinus avellanarius – puh lješnikar, Microtus (multiplex) liechtensteini – istočnoalpski voluharić, Castor fiber – dabar, Lutra lutra – vidra, Mustela nivalis – lasica, Mustela erminea – zerdav, Mustela putorius – tvor, Martes foina – kuna bjelica, Meles meles – jazavac, Capreolus capreolus – srna, Cervus elaphus – jelen, Sus scrofa – divlja svinja, Lepus europaeus – europski zec, Vulpes vulpes – lisica.
Popis ugroženih biljnih i životinjskih vrsta
Biljke
Vinca minor – mali zimzelen (pavenka), Leucojum vernum – proljetni drijemovac, Fritillaria meleagris – obična kockavica, Orchis coriophora – vonjavi kaćun, Orchis morio – obični kaćun, Orchis tridentata – mali kaćun (trozubi), Marsilea quadrifolia – četverolisna raznorotka, Butomus umbellatus – vodoljub.
Leptiri
Lycaena dispar – kiseličin crvenko, Zerynthia polyxena – uskrsni leptir.
Gmazovi
Elaphe longissima – eskulapova zmija, Emys orbicularis – barska kornjača.
Ptice
Aquila pomarina – orao kliktaš, Ciconia nigra – crna roda, Actitis hypoleuca – mala prutka, Anas querquedula – patka pupčanica, Alcedo atthis – vodomar, Porzana porzana – riđa štijoka, Crex crex – kosac, Strix uralensis – sova jastrebača, Picus canus – siva žuna, Pandion haliaetus – bukoč, Ixobrychus minutus – čapljica voljak, Nycticorax nycticorax – gak, Accipiter gentilis – jastreb, Picoides medius – crvenoglavi djetlić, Picoides minor – mali djetlić.
Sisavci
Castor fiber – dabar, Lutra lutra – vidra, Myotis emarginatus – riđi šišmis, Microtus (multiplex) liechtensteini – istočnoalpska voluharica, Rhinolophus ferrumequinum – veliki potkovnjak, Lepus eruopaeus – europski zec.

## Vanjske poveznice
- Autocesta.org  Arhivirana inačica izvorne stranice od 26. travnja 2008. (Wayback Machine)
- Problem autoceste kroz Turopolje u medijima.  Arhivirana inačica izvorne stranice od 23. listopada 2007. (Wayback Machine)
- Peticija za promjenu trase autoceste.  Arhivirana inačica izvorne stranice od 26. travnja 2008. (Wayback Machine)
- Zakon o uređenju Plemenite Općine Turopoljske 1895., Sbornik zakonah i naredabah valjanih za kraljevinu Hrvatsku i Slavoniju, 1885 (I.-XXI.) str. 199-204, Zagreb 1885.